# Матјаж Смодиш
Матјаж Смодиш (Трбовље, 13. децембар 1979) је бивши словеначки кошаркаш. Играо је на позицији крилног центра.

## Каријера
Каријеру је започео у Крки, са којом је у сезони 1999/00. освојио наслов словеначког првака. Касније се преселио у италијански Виртус и са њим је у сезони 2000/01. освојио италијанску лигу и Евролигу. Италијански куп је освајао два пута, у сезонама 2000/01. и 2001/02. Након Виртуса играо је за Фортитудо, са којим је у сезони 2003/04. освојио италијанску лигу. У лето 2005. је потписао за московски ЦСКА, са којим је двапут освојио Евролигу, у сезони 2005/06. и 2007/08. У сезони 2006/07. изабран је у другу најбољу петорку Евролиге. У московском ЦСКА је играо до 2011. године. Сезону 2011/12. провео је у екипи Цедевите а у новембру 2012. вратио се у свој први тим Крку где је завршио каријеру.
Био је и дугогодишњи члан сениорске репрезентације Словеније. Са њима је наступао на пет Европских првенстава – 1999, 2001, 2007, 2009. и 2011. године.

## Успеси

### Клупски
- Крка:
  - Првенство Словеније (2): 1999/00, 2012/13.
- Виртус Болоња:
  - Евролига (1) : 2000/01.
  - Првенство Италије (1) : 2000/01.
  - Куп Италије (2) : 2001, 2002.
- Фортитудо Болоња:
  - Првенство Италије (1) : 2004/05.
- ЦСКА Москва:
  - Евролига (2) : 2005/06, 2007/08.
  - Првенство Русије (6) : 2005/06, 2006/07, 2007/08, 2008/09, 2009/10, 2010/11.
  - Куп Русије (3) : 2006, 2007, 2010.
- Цедевита:
  - Куп Хрватске (1) : 2012.

### Појединачни
- Идеални тим Евролиге - друга постава (1): 2006/07.
- Најкориснији играч финала Првенства Словеније (1): 2012/13.
- Најкориснији играч финала Купа Хрватске (1): 2012.